# Herrie aan de Horizon

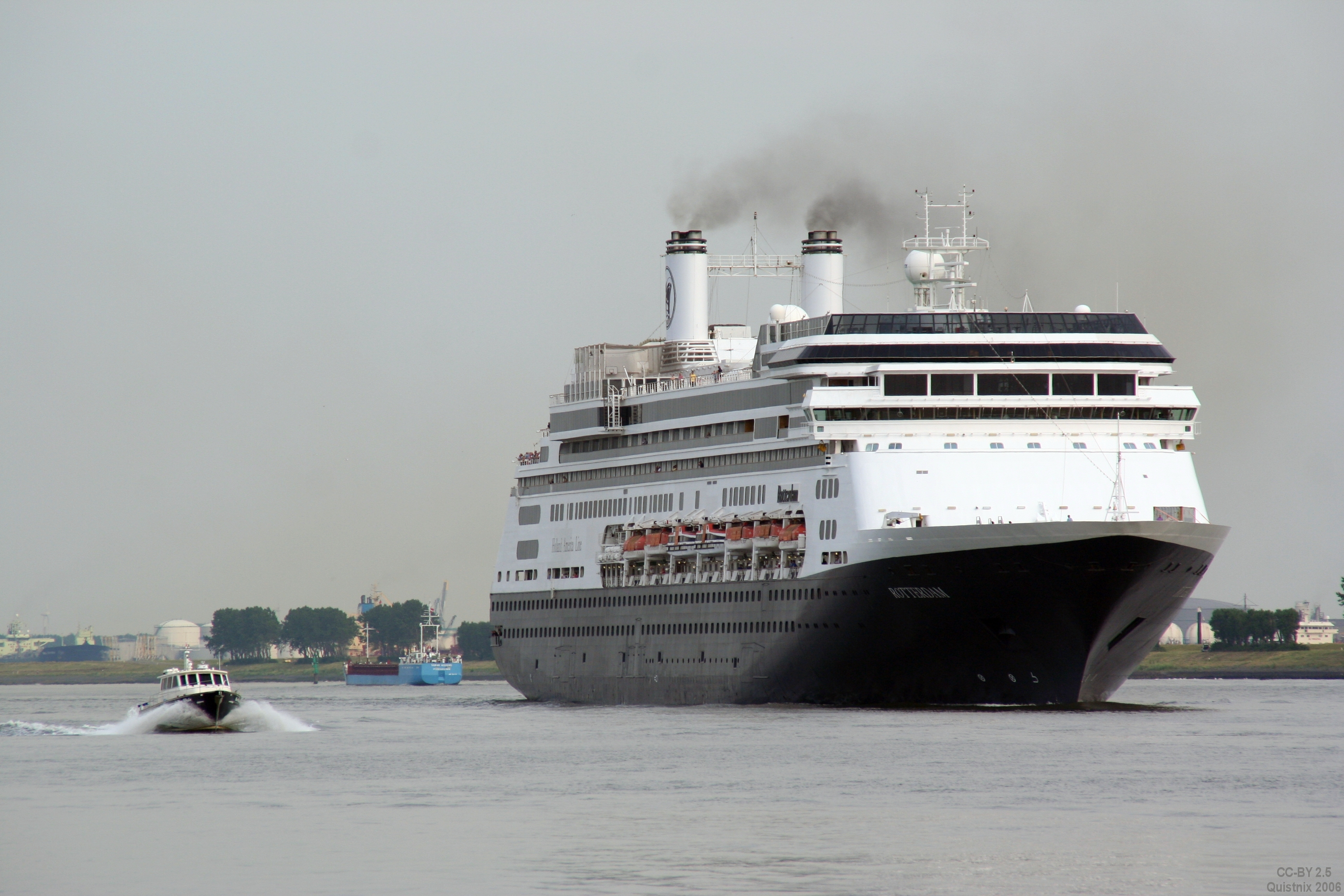
De Rotterdam
van het eerste seizoen

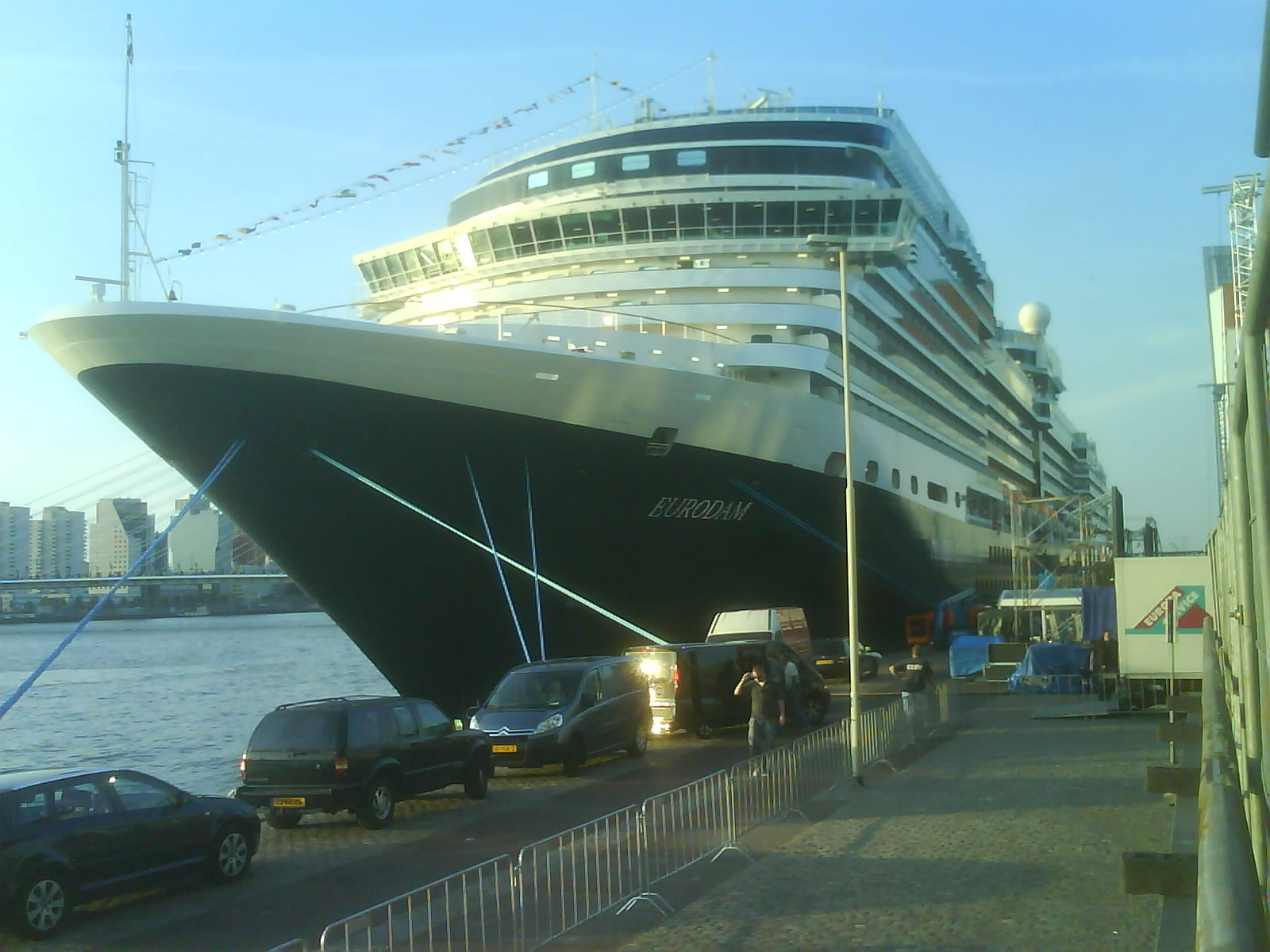
De Eurodam
de finale van het eerste seizoen

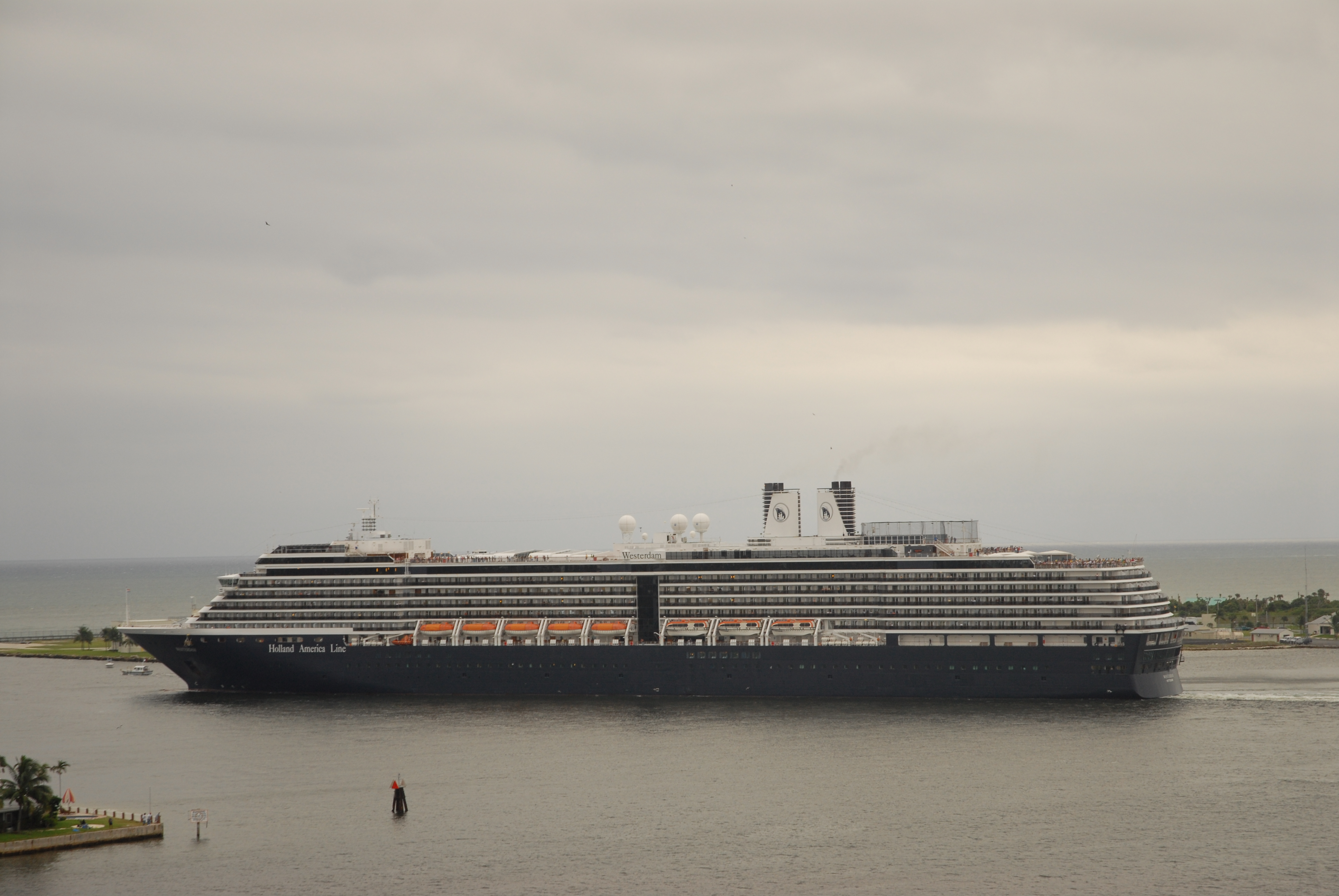
De Westerdam
van het tweede seizoen

Herrie aan de Horizon is een Nederlands televisieprogramma. In het eerste seizoen gaat Herman den Blijker op zoek naar de beste kok uit de negen deelnemende hobbykoks. In het tweede seizoen gaat hij op zoek naar het beste kookduo. Het programma speelt zich af aan boord van een cruiseschip van de Holland-Amerika Lijn (HAL) en ook in de plaatsen die worden aangedaan. Iedere aflevering valt er één kok of een duo af.

## Eerste seizoen
Het eerste seizoen was te zien vanaf 2 september 2008 op RTL 4. In het eerste seizoen ging Herman den Blijker op zoek naar de beste kok uit de negen deelnemende hobbykoks. Het programma speelde zich af aan boord van het cruiseschip Rotterdam van de HAL en in de plaatsen, die worden aangedaan. Elke aflevering viel er één kok af, totdat er nog twee kandidaten over waren. Deze twee voeren mee op het nieuwe schip van de Holland America Line, de MS Eurodam. Aan boord bereidden zij een vijfgangenmenu voor, voor een topjury, die vervolgens de winnaar bepaalde.
In de finale van het programma versloeg Renáta Horenova mede-finalist Ellen Steenbergen.

## Tweede seizoen
Het tweede seizoen van Herrie aan de Horizon, ook wel Herrie aan de Horizon goes Caribbean, ging van start op 19 mei 2009. Deze keer ging Herman op zoek naar het beste koksduo. De afleveringen speelde zich af op de Westerdam van de HAL, maar ook in de havens welke werden aangedaan in het Caribisch gebied. Het schip vertrok vanuit Fort Lauderdale in Florida.
Mirjam en Arlette zijn het beste hobbykokduo geworden, ze versloegen Danielle en Annabel in de finale.

## Kijkcijfers

### Eerste seizoen
| Datum             | Kijkcijfers       | Marktaandeel |
| ----------------- | ----------------- | ------------ |
| 2 september 2008  | 989.000 kijkers   | 15,8%        |
| 9 september 2008  | 924.000 kijkers   | 16,7%        |
| 16 september 2008 | 1.011.000 kijkers | 16,5%        |
| 23 september 2008 | 972.000 kijkers   | 16,1%        |
| 30 september 2008 | 1.029.000 kijkers | 16,7%        |
| 7 oktober 2008    | 1.207.000 kijkers | 19,3%        |
| 14 oktober 2008   | 1.172.000 kijkers | 18,2 %       |

### Tweede seizoen
| Datum        | Kijkcijfers       | Marktaandeel |
| ------------ | ----------------- | ------------ |
| 19 mei 2009  | 808.000 kijkers   | 13,2%        |
| 26 mei 2009  | 1.000.000 kijkers | 15,9%        |
| 2 juni 2009  | 1.040.000 kijkers | 17,4%        |
| 9 juni 2009  | 967.000 kijkers   | 16,7%        |
| 16 juni 2009 | 864.000 kijkers   | 15,5%        |
| 23 juni 2009 | 953.000 kijkers   | 17,0 %       |
| 30 juni 2009 | 776.000 kijkers   | 16,4%        |
| 7 juli 2009  | -                 | -            |